# Handball squash
Handball squash – dyscyplina sportowa polegająca na odbijaniu rękami gumowej (kauczukowej) piłeczki na ograniczonym ścianami korcie. Wymaga kunsztu taktycznego.

## Historia
Podobną grę do handball squash uprawiano już ok. 2000 lat p.n.e. w Egipcie i nieco później (ok. 1500 r. p.n.e.) w Ameryce Środkowej. W Europie rozpowszechnili ją starożytni Rzymianie, a około 1830 roku Irlandczycy zaszczepili handball squash w Ameryce i Australii. W 1887 i 1909 roku Amerykanie pokonali Irlandczyków w walce o tytuł mistrzów świata w tej grze. W latach 1920–1960 w krajach anglosaskich organizowano liczne turnieje handballowe. Komisja Handballu Halowego powstała w 1924 roku. Począwszy od 1964 roku co trzy lata odbywają się mistrzostwa świata z udziałem reprezentacji kilkunastu państw. Do grona tradycyjnych mistrzów – Stanów Zjednoczonych, Kanady i Irlandii – dołączyły Meksyk i Australia.

## Zasady
Gra 2 przeciwników (w singlu) lub dwa 2-osobowe zespoły (w deblu) na korcie z 1,3 albo 4 ścianami. Piłkę wolno odbijać wyłącznie rękami. Rozgrywka przynosi rozstrzygnięcie, kiedy jeden z przeciwników nie jest w stanie odebrać piłki po jednokrotnym odbiciu się jej od ściany oraz podłogi. Mecz wygrywa zawodnik (bądź para) po zdobyciu 21 punktów w dwóch setach. W przypadku remisu zarządza się 11-punktowy set dogrywkowy. Tylko serwujący zawodnik może zdobyć punkt.

## Kort do gry
- Strefa gry – handball squash jest grą bardzo szybką. Atakujący próbuje zmusić przeciwnika do zejścia ze środka kortu lub utraty dogodnej pozycji.
- Krótka linia – po serwisie i odbiciu się od czołowej ściany piłka musi spaść na podłogą za krótką linią.
- Linia serwisu – serwującemu nie wolno przekroczyć tej linii.
- Ściana czołowa
- Wymiary – długość kortu: 12,20 m; szerokość kortu: 6,10 m

## Technika
Piłkę zazwyczaj odbija się na wysokość ud, posługując się dłonią (rzadziej nadgarstkiem). Nadgarstek jest rozluźniony, a ramię wykonuje ruch równoległy do podłoża. Piłkę można "podkręcić", by utrudnić przeciwnikowi jej odbiór. Bardzo ważne jest umiejętne posługiwanie się obiema rękami.

## Rozgrzewka
W celu uniknięcia ewentualnej kontuzji zawodnicy pobudzają krążenie krwi, klaszcząc lub zacierając dłonie. Dobry serwis często kończy się zdobyciem punktu, a kończące rozgrywkę uderzenie kierowane jest na ogół w róg kortu blisko podłoża.

## Wyposażenie
- Piłka – z gumy lub kauczuku; 4,8 cm; ciężar: 70 g
- Ochronne gogle – obowiązkowe
- Rękawice – z miękkiej skóry. Graczom wolno owijać dłonie bandażami.

## Zawodnicy
- Mocne nogi, szybkość i wytrzymałość oraz silne mięśnie barków i ramion – to podstawowe cechy dobrego gracza. Pomocne są ćwiczenia na siłowni i biegi długodystansowe, jednak podstawowy trening fizyczny i taktyczny odbywa się na korcie.
- Zawodnicy nierzadko utrzymują doskonałą formę przez długi okres, 10 do 15 lat, mniej więcej do 35. roku życia.